# Osmar Núñez
Osmar Núñez (Isidro Casanova, provincia de Buenos Aires; 15 de septiembre de 1957) es un actor y director de escena argentino.

## Biografía
Cuenta que desde su niñez quiso ser actor. Movido por esa vocación, comenzó a estudiar actuación a los 16 años, en el Teatro Municipal de Morón.
Su formación fue con Carlos Gandolfo, sin embargo Núñez dice que "la verdadera esencia de mi crecimiento como actor se la debo a los directores junto a los que trabajé". Fue dirigido por Daniel Veronese, Luis Cano, Dora Milea, Luciano Suardi, entre otros.

## Cine
- La muerte y la brújula (1994) (cortometraje).
- El milagro secreto (1998) (cortometraje).
- Los senderos (1999) (cortometraje).
- Con palos y piedras (2000) (cortometraje).
- Vivir intentando. (2003).
- Informe nocturno. (2004).
- Un año sin amor. (2005).
- El custodio. (2005).
- Mientras tanto. (2006).
- El cielo elegido. (2006).
- Las vidas posibles. (2006).
- Encarnación. (2007).
- El nido vacío. (2008).
- La mirada invisible. (2010).
- Por tu culpa. (2010).
- Dos hermanos. (2010).
- Juan y Eva. (2011).
- Betibú. (2014).
- Relatos salvajes. (2014).
- Sangre en la boca (2016).
- Los padecientes (2017).
- Vigilia. (2017).
- Punto muerto (2019).
- Lo habrás imaginado (2019).
- El lado salvaje (2022).
- Luces azules (2024).
- El hombre que amaba los platos voladores (2024).

## Televisión
- Impostores (2009)
- Contra las cuerdas (2010-2011)
- Amores de historia. (2012)
- Historia clínica. (2013)
- Las huellas del secretario. (2013)
- Milagros en campaña. (2015)
- La última hora. (2016)
- Arde Madrid. (2018).
- Pequeña Victoria. (2019)
- Millennials. (2018-2019)
- Tierra incógnita. (2022)

## Teatro

### Como actor
- Hamlet de William Shakespeare de Luis Cano obra de Luis Cano
- La gaviota de Anton Chejov
- Calígula obra de Albert Camus
- Deriva obra de Luis Cano
- El aire alrededor obra de Mariana Obersztern
- El pan de la locura
- Espía a una mujer que se mata basada en textos de Chejov
- Gagarin way
- Interiores
- La música
- Los hijos se han dormido basada en textos de Chejov
- Los que caen de Samuel Beckett
- Mujeres soñaron caballos última obra escrita por Daniel Veronese en el año 2000
- Olivo
- Socavón obra de Luis Cano
- Tablas de sangre
- Tres rosas amarillas relato de Raymond Carver dirigido por Luis Cano
- Un hombre que se ahoga basada en textos de Chejov
- Un informe sobre la banalidad del amor
- Un león bajo el agua
- Un sonámbulo desordenado obra de Luis Cano
- Un trágico obra de Anton Chejov dirigida por Luis Cano
- Las patas en las fuentes, sobre textos de Leónidas Lamborghini, dirigida por Analía Fedra García.
- Relojero, de Armando Discépolo, dirigida por Analía Fedra García.
- Jugadores, de Pau Miró, dirigida por Nelson Valente.

### Como director
- Las voces de Julia (también autor)
- La casa del parque
- Luz de mañana en un traje marrón (también escenógrafo)
- La dama del alba
- El Pedido de Mano
- Tiempo de Navidad
- El Lustrador de Manzanas
- Blum
- Arsénico y encaje antiguo
- Distinto
- La suerte está echada
- Antes del desayuno
- Una viuda difícil
- La Corte del Rey Carmín

## Premios
- 2005 - Premio Clarín por "Revelación en teatro"
- 2009 - Premio Clarín por "Mejor actor de teatro"
- 2006 - Premio Trinidad Guevara "Mejor actor protagónico"
- 2010 - Premio Festival de Cine de Biarritz (Francia) Mejor actor
- 2011 - Premio Colón de Plata al Mejor Actor Festival de Cine de Huelva (España)
- 2013 - Premio Florencio Sánchez "Mejor actor protagónico"
- 2014 - Premio ACE Mejor Actor Teatro Alternativo
- 2014 - Premio Podestà a la Trayectoria Honorable otorgado por la A.A.A. y Senado de la Naciòn
- 2015 - Premio Cóndor de Plata "Mejor actor protagónico"
- 2017 - Premio ACE Mejor actor protagónico en comedia
- 2021 - Premio Konex por "Mejor actor de teatro"